# 1953 en science-fiction
| Années de la science-fiction : 1950 - 1951 - 1952 - 1953 - 1954 - 1955 - 1956    |
| Décennies de la science-fiction : 1920 - 1930 - 1940 - 1950 - 1960 - 1970 - 1980 |

L'année 1953 a été marquée, en matière de science-fiction, par les événements suivants.

## Naissances et décès

### Naissances
- 10 février : John Shirley, écrivain américain.
- 16 avril : J. Neil Schulman, écrivain américain, mort en 2019.
- 29 août : Joël Houssin, écrivain français, mort en 2022.
- 10 septembre : Pat Cadigan, écrivain américaine.
- 15 octobre : Walter Jon Williams, écrivain américain.
- 15 décembre : Robert Charles Wilson, écrivain canadien.

## Événements
- Création de la revue française Fiction.
- Création du magazine Galaxie.
- Création du prix Hugo.

## Prix

### Prix Hugo
- Roman : L'Homme démoli (The Demolished Man) par Alfred Bester
- Magazine professionnel : Galaxy et Astounding (ex æquo)
- Excellence dans les articles de fans : Willy Ley
- Artiste de couverture : Ed Emshwiller et Hannes Bok (ex æquo)
- Artiste d'intérieur : Virgil Finlay
- Nouvel auteur ou artiste de SF : Philip José Farmer
- Fan numéro 1 d'une personnalité : Forrest J Ackerman

## Parutions littéraires

### Romans
- Fahrenheit 451 par Ray Bradbury.
- Question de poids par Hal Clement.
- Seconde Fondation par Isaac Asimov.

### Recueils de nouvelles et anthologies
- Contes de l'absurde par Pierre Boulle.

### Nouvelles
- L'Arme absolue par Robert Sheckley.
- Comment fut découvert Morniel Mathaway par William Tenn.
- Les Dominos, de Cyril M. Kornbluth.
- Échec et mat à mort par Robert Sheckley.
- L'Hypnoglyphe par John Ciardi.
- Immunité diplomatique par Robert Sheckley.
- La Libération de la Terre par William Tenn.
- Les Neuf Milliards de noms de Dieu par Arthur C. Clarke.
- La pêche est ouverte par Robert Sheckley.
- Le Poison d'un homme par Robert Sheckley.
- Propriété privée par Robert Sheckley.
- La Soucoupe de solitude par Theodore Sturgeon.
- Les Spécialisés par Robert Sheckley.
- Une nuit interminable par Pierre Boulle.

### Bandes dessinées
- Objectif Lune, 16e album de la série Les Aventures de Tintin, écrit et dessiné par Hergé.

## Sorties audiovisuelles

### Films
- Cat Women of the Moon par Arthur Hilton.
- Donovan's Brain par Felix E. Feist.
- Enquête dans l'espace par Terence Fisher.
- Les Envahisseurs de la planète rouge par William Cameron Menzies.
- Four Sided Triangle par Terence Fisher.
- La Guerre des mondes par Byron Haskin.
- Le Météore de la nuit par Jack Arnold.
- Le Monstre des temps perdus par Eugène Lourié.
- Le Monstre magnétique par Curt Siodmak et Herbert L. Strock.
- Project Moonbase par Richard Talmadge.
- Robot Monster par Phil Tucker.